# Оуэн, Джон (футболист)
Джон Роберт Блейни Оуэн (англ. John Robert Blayney Owen; 25 мая 1848 — 13 июня 1921) — английский педагог и священнослужитель, в юности бывший футболистом. Был директором Колледжа Трента. Также провёл 1 матч за национальную сборную Англии.

## Футбольная карьера
Уроженец Сент-Леонардса (Бакингемшир), Оуэн получил окончил Куинз-колледж Оксфордского университета. Во время обучения выступал за футбольную команду «Оксфорд Юниверсити». Во время работы в Колледже Трента играл за футбольный клуб «Шеффилд».
7 марта 1874 года провёл свою единственную игру за национальную сборную Англии в матче против сборной Шотландии. Сыграл на позиции крайнего нападающего. В той игре шотландцы одержали победу со счётом 2:1.
Чарльз Уильям Олкок в своём «Футбольном ежегоднике» 1875 года описал Оуэна как «очень быстрого и отличного бомбардира».
Помимо клубов Оуэн также выступал за команды футбольных ассоциаций Шеффилда и Ноттингемшира.

## Педагогическая и церковная карьера
После окончания университета Оуэн работал преподавателем в Колледжа Трента (Лонг-Итон, Дербишир) с 1871 по 1881 год. В 1876 году он был рукоположен.
С 1881 по 1883 год был директором средней школы Хоксхед (англ. Hawkshead Grammar School), затем вернулся в Колледж Трента, где работал директором с 1883 по 1890 год.
Впоследствии завершил педагогическую карьеру, став церковным деятелем. Он был викарием Тофтриса (Норфолк) до 1905 года, затем — настоятелем церкви Брадуэлл-он-Си в Эссексе до самой своей смерти в 1921 году.